# Курбацкий, Александр Николаевич
Алекса́ндр Никола́евич Курба́цкий (род. 29 августа 1956, Струмень, Гомельская область, Белорусская ССР) — заведующий кафедрой технологий программирования ФПМИ; председатель научно-методического совета по специальности «Компьютерная безопасность»; член специализированного совета по защите диссертаций при Белорусском государственном университете информатики и радиоэлектроники; член специализированного совета по защите диссертаций при Белорусском государственном университете; председатель редакционной коллегии научного журнала «Информатизация и образование»; член редколлегии журнала «Известия Московского городского педагогического университета»; член редколлегии журнала «Право.by»; член редколлегии журнала «Весцi сувязi»; председатель Совета РОО «Информационное общество»; член координационного совета по направлению «Информационные и телекоммуникационные технологии»; член научно-консультативного совета Национального центра правовой информации Республики Беларусь; член координационного совета по государственной комплексной целевой научно-технической программе «Информационные технологии»; член научно-методического совета НАН Беларуси по информатизации; председатель Экспертного совета Парка высоких технологий; член Координационного совета Международного исследовательского Консорциума информационной безопасности (Мюнхен, 2010).

## Биография
Курбацкий Александр Николаевич родился 29 августа 1956 года в д. Струмень Кормянского района Гомельской области.
В 1978 году окончил факультет прикладной математики БГУ. Был ассистентом кафедры математического обеспечения ЭВМ университета.
В 1987 году защитил кандидатскую диссертацию по специальностям «Вычислительные машины, комплексы, системы и сети» и «Математическое и программное обеспечение вычислительных машин и систем».
В 1988 году Александр Николаевич избран доцентом кафедры математического обеспечения ЭВМ.
С 1989 году является главным экспертом по информатике Министерства образования Беларуси, а с 1992 года — начальник ведущего отдела перспективного развития и информации, позже — начальник управления аналитической работы и перспективного развития Министерства образования.
Одновременно он является с 1991 года заведующим кафедрой технологии программирования Белорусского государственного университета (БГУ).
В период с 1990 по 1994 год под его руководством выполнялось реформирование содержания курса информатики для средней школы Республики Беларусь, также разработаны концепции информатизации образования Республики Беларусь, среднего образования, профессионально-технического образования.
В 1997 году назначен проректором БГУ по учебной и информационно-аналитической работе.
В 1999 году Курбацкий А. Н. защитил докторскую диссертацию по специальности «Автоматизированные системы управления» по теме: «Проектирование и оптимизация информационно-технологических систем организационного управления». Чуть позже утвержден в звании профессора.
С 2002 года председатель научно-методического Совета по специальности «Компьютерная безопасность» Министерства образования Республики Беларусь.

## Научная деятельность
Читает  курсы лекций:
- «ЭВМ и программирование»;
- «Проектирование операционных систем»;
- «Введение в технологию программирования»;
- «Системный анализ и основы управления проектами»;
- «Сравнительный анализ технологий разработки информационных систем»;
- «Управление проектами разработки программного обеспечения»;
- «Введение в информационную безопасность»;
- «Обеспечение безопасности инфраструктуры предприятия» и другие.

Являлся руководителем более 30 научно-исследовательских тем, включая проекты республиканского и международного уровня.
Научные результаты Курбацкого А. Н. используются при разработке корпоративных информационных сетей и информационно-аналитических систем ряда министерств и ведомств.
Александр Николаевич является членом и руководителем секретариата Межведомственной комиссии по информатизации, созданной по Указу Президента Республики Беларусь, председателем Государственного экспертного совета по проблемам информатики, вычислительной техники и информатизации, членом Экспертного совета по направлению «Информатизация, телекоммуникации и связь», а также членом ряда отраслевых советов по информатизации.
Принимал участие в разработке концепций: государственной политики в области информатизации (одобрена Указом Президента Республики Беларусь в 1999 г.), управления национальным информационным ресурсом и организационной структуры управления информационными ресурсами (одобрена Советом Министров Республики Беларусь в 1997 г.).
Автор более 200 публикаций, в том числе 5 книг.

## Избранные труды
- Курбацкий А. Н. Корпоративные системы создания и управления электронными документами. — Минск: Белгосуниверситет, 1997. — 228 с.[4]
- Информационный метод анализа и оптимизации в системах поддержки принятия решений. — Минск, 1999.
- Автоматизация обработки документов. — Минск, 1999.
- Курбацкий А. Н. Проектирование информационно-технологических систем: Курс лекций. — Минск: БГУ, 2001. — 122 с.
- Актуальные вопросы формирования и становления экспортно-ориентированной отрасли информационных технологий в Республике Беларусь. — Минск, 2002.

## Награды
- Заслуженный деятель науки Республики Беларусь (2001).